# Вуглецевий слід
Вуглецевий слід (англ. Carbon footprint) — сукупність викидів усіх парникових газів, які утворились (прямо та опосередковано) внаслідок діяльності окремої людини, організації, міста, країни тощо.
Для спрощення розрахунків кількість викидів усіх парникових газів (водяна пара, закис азоту, метан) перераховують у еквівалент СО2, тобто розраховують, яка кількість СО2 (у тонах) дає такий самий парниковий ефект як задана кількість іншого парникового газу.
Вуглецевий слід складається з прямих та опосередкованих викидів. Прямі викиди — це кількість СО2 або інших парникових газів, яка викидається у атмосферу з території певного підприємства, країни, домогосподарства тощо, головним чином при спалюванні викопних видів палива (нафтопродукти, газ, вугілля). Також сюди входять показники спожитого тепла та електроенергії, які вироблені за межами підприємства чи домогосподарства.
Для окремої людини прямі викиди вираховують визначаючи скільки поїздок здійснює людина на тому чи іншому виді транспорту (скільки при цьому палива споживається), скільки газу або вугілля необхідно витратити (на ТЕЦ або безпосередньо у квартирі) для обігріву житла, скільки використовується електроенергії для роботи електроприладів.
Опосередковані викиди — кількість СО2 або інших парникових газів, які викидаються у атмосферу у процесі виробництва та транспортування продукції, яку використовує певна людина, підприємство, країна.
Величина викидів парникових газів може бути підрахована лише приблизно, більш-менш точна статистика може бути зібрана лише при підрахунку кількості спаленого викопного палива у галузях промисловості, ЖКГ, транспорту тощо. Кількість викидів при антропогенних лісових пожежах, розкладанні побутових відходів не може бути визначена точно або взагалі не може бути підрахована.

## Цікаві факти
Зі збільшенням вуглецевого сліду науковці спостерігають зростання темпів продукування біомаси в рослин. Ліси пришвидшують ріст завдяки збільшенню поживних речовин у повітрі (СО2).